# Yann Sommer
Yann Sommer (sinh ngày 17 tháng 12 năm 1988) là một cầu thủ bóng đá chuyên nghiệp người Thụy Sĩ hiện đang thi đấu ở vị trí thủ môn cho câu lạc bộ Serie A Inter Milan.
Sommer đã hoàn thành khóa học việc của mình tại Basel, nơi anh đã giành được Swiss Super League bốn lần liên tiếp, trước khi chuyển đến Borussia Mönchengladbach vào năm 2014, nơi anh ở lại trong chín năm. Anh cũng đã giành được Swiss Challenge League và hai Cúp bóng đá Liechtenstein khi được cho mượn đến Vaduz.
Sommer có buổi ra mắt chuyên nghiệp cho đội tuyển Thụy Sĩ vào năm 2012. Anh đại diện cho đất nước tham dự tại ba kỳ FIFA World Cup vào các năm 2014, 2018 và 2022, và ba kỳ UEFA Euro vào các năm 2016, 2020 và 2024.

## Sự nghiệp câu lạc bộ

### Bayern Munich
Tháng 12 năm 2022, thủ môn chính của Bayern là Manuel Neuer chịu một chấn thương nặng ở chân khi đi trượt tuyết trong kỳ nghỉ đông và phải nghỉ đến hết mùa giải, Ban huấn luyện Bayern quyết định phải tìm một người thay thế. Ngày 19 tháng 1 năm 2023, Sommer rời Gladbach sau khi đã cùng nhau trải qua 8 mùa giải rưỡi để gia nhập Bayern theo một hợp đồng đến tháng 7 năm 2025 với giá 8 triệu Euros. Vào ngày 20 tháng 1, anh có trận ra mắt cho Bayern trong trận hòa 1-1 trên sân khách với Leipzig.

### Inter Milan
Vào ngày 7 tháng 8 năm 2023, Sommer gia nhập Inter Milan, ký hợp đồng tới năm 2026 với trị giá 6,75 triệu Euro. Sommer thắng trận Derby della Madonnina đầu tiên cùng Inter khi nghiền nát kình địch cùng thành phố AC Milan 5-1.

## Đời tư
Sommer kết hôn với Alina vào tháng 8 năm 2019, người mà anh bắt đầu hẹn hò vào năm 2016. Con gái của họ, Mila, sinh ngày 4 tháng 11 năm 2019.

## Thống kê sự nghiệp

### Quốc tế
Tính đến 23 tháng 3 năm 2024
| Thụy Sĩ   | Thụy Sĩ | Thụy Sĩ |
| Năm       | Trận    | Bàn     |
| --------- | ------- | ------- |
| 2012      | 2       | 0       |
| 2013      | 3       | 0       |
| 2014      | 5       | 0       |
| 2015      | 5       | 0       |
| 2016      | 10      | 0       |
| 2017      | 8       | 0       |
| 2018      | 10      | 0       |
| 2019      | 9       | 0       |
| 2020      | 5       | 0       |
| 2021      | 14      | 0       |
| 2022      | 8       | 0       |
| 2023      | 10      | 0       |
| 2024      | 1       | 0       |
| Tổng cộng | 93      | 0       |

## Danh hiệu

### Câu lạc bộ
FC Vaduz
- Swiss Challenge League: 2007–08
- Liechtenstein Football Cup: 2007–08, 2008–09

FC Basel
- Swiss Super League: 2010–11, 2011–12, 2012–13, 2013–14
- Swiss Cup: 2011–12

Bayern München
- Bundesliga: 2022–23

Inter Milan
- Serie A: 2023–24[10]
- Supercoppa Italiana: 2023[11]

### Quốc tế
- Á quân UEFA European Under-21 Championship: 2011

### Cá nhân
- UEFA European Under-21 Championship Đội hình tiêu biểu: 2011